# The Songs of Distant Earth
The Songs of Distant Earth ist ein Studioalbum des britischen Künstlers Mike Oldfield aus dem Jahr 1994. Inspiration war der gleichnamige Roman (deutscher Titel: Das Lied der fernen Erde) von Arthur C. Clarke.

## Entstehung
Bei dem Roman von Clarke handelt es sich um Oldfields Lieblingsbuch. Inspiriert wurde er vor allem vom Ende dieses Romans, das in einem Musikkonzert gipfelt, welches Oldfield komponieren wollte. Im Gegenzug schrieb der Autor, der von der Idee und schließlich auch dem Album sehr angetan war, ein Vorwort, das im Booklet der CD zu finden ist. Sein Kommentar: „I feel he has lived up to my expectations“ („Ich fühle, dass er meinen Erwartungen gerecht geworden ist“).
Etwa zur gleichen Zeit befasste sich Oldfield auch mit den Möglichkeiten, die Computerspiele bieten. Daher ist bei der im Vereinigten Königreich vertriebenen Fassung des CD-Albums The Songs of Distant Earth auch eine CD-ROM enthalten, mit der man in einem interaktiven Spiel einige der bemerkenswerteren Orte des Buchs erforschen kann – darunter auch das Hibernaculum der Magellan. In dem Spiel ist auch der Videoclip zur aus dem Album ausgekoppelten Single Let There Be Light enthalten. Die Gestaltung des Albums greift auf Standbilder aus der CD-ROM zurück.

## Titelliste
1. In the Beginning – 1:24
2. Let There Be Light – 4:57
3. Supernova – 3:23
4. Magellan – 4:40
5. First Landing – 1:16
6. Oceania – 3:19
7. Only Time Will Tell – 4:26
8. Prayer for the Earth – 2:09
9. Lament for Atlantis – 2:43
10. The Chamber – 1:48
11. Hibernaculum – 3:32
12. Tubular World – 3:22
13. The Shining Ones – 2:59
14. Crystal Clear – 5:42
15. The Sunken Forest – 2:37
16. Ascension – 5:49
17. A New Beginning – 1:37

## Bedeutung der Lieder
Beim Hören wirkt das Album, als würde es aus nur 2 langen Stücken bestehen; es ist jedoch in 17 Tracks unterteilt, In the Beginning enthält die Live-Aufnahme von William Anders, der 1968 an Bord der Apollo 8 während einer Umkreisung des Mondes die ersten Zeilen der Schöpfungsgeschichte des 1. Buch Mose im Alten Testament der Bibel liest ('In the beginning, God created the Heaven and the Earth') und geht fließend über in Let There Be Light. Hierzu drehte Oldfield in damals neuester Computertechnik ein Video. Oceania hängt thematisch sehr eng zusammen mit Only Time Will Tell, das eine Selbsthypnose-Sequenz von Mike Joseph enthält. Prayer for the Earth ist ein so genannter 'Saami Chant' und teilt das Album in zwei Hälften. The Chamber ist wie ein Vorwort zu Hibernaculum, das auch ausgekoppelt wurde. Tubular World nimmt das weltbekannte Tubular-Bells-Thema in stark abgewandelter Form wieder auf. A New Beginning wird gesungen von einem Tubuai-Chor.

## Mitwirkende
- Gregg Jackman – Assistierender Toningenieur
- Steve MacMillan – Assistierender Toningenieur
- Tom Newman – Assistierender Toningenieur
- Richard Barrie – Technischer Ingenieur
- Eric Cadieux – Zusätzliche Programmierung
- Mark Rutherford – Zusätzliche Loops und Programmierung
- Sugar 'J' – Zusätzliche Loops
- Pandit Dinesh – Tablas
- Molly Oldfield – Keyboards
- Cori Josias – Sänger
- Ella Harper – Sänger
- Nils-Aslak Valkeapää – Sänger & Komponist
- David Nickless – Sänger
- Roame – Sänger
- Mitglieder des Verulam Consort – Sänger
- The Tallis Scholars – Sänger
- Vahine Taihara – Tubuai Chor
- Astronaut William Alison Anders liest aus dem Buch Genesis, während er am Heiligen Abend 1968 mit Apollo 8 den Mond umkreist.

## Chartplatzierungen
| ChartsChartplatzierungen     | Höchstplatzierung | Wochen |
| ---------------------------- | ----------------- | ------ |
| Deutschland (GfK)            | 33 (12 Wo.)       | 12     |
| Österreich (Ö3)              | 20 (5 Wo.)        | 5      |
| Schweiz (IFPI)               | 23 (12 Wo.)       | 12     |
| Vereinigtes Königreich (OCC) | 24 (9 Wo.)        | 9      |

## Sonstiges
Auf der Single von Hibernaculum befindet sich der Titel The Song of the Boat Men, welcher auf The Songs of Distant Earth nicht enthalten ist. Ein Teil der Melodie wird als Refrain bei Moonshine auf Oldfields Album Man on the Rocks (2014) aufgegriffen.

## Rezeption
The Songs of Distant Earth überraschte 1994 als ein sehr harmonisches und in sich stimmiges Chillout-Album. Es bereitete den Weg für ähnliche Werke wie Tr3s Lunas und Light + Shade oder auch das Folge-Album Voyager, welches jedoch mit traditionellen Instrumenten eingespielt wurde.